# Hellenistische astrologie
Met hellenistische astrologie wordt de astrologische traditie bedoeld die ontwikkeld werd in het hellenistische Egypte en de regio rond de Middellandse Zee waarvan de meestal Griekse teksten dateren uit de 2e en vroege 1e eeuw v.Chr. De traditie met dit type astrologie, waarbij horoscopen worden berekend en opgesteld, werd nog lang na de hellenistische periode voortgezet. De astrologie zoals die tot de 6e en 7e eeuw werd beoefend was als zodanig nog steeds hellenistisch te noemen.

## Oorsprong
De oorsprong van de astrologie zoals die zich later in Azië, Europa en het Midden-Oosten zou ontwikkelen is in veel gevallen terug te voeren naar het oude Babylonië. Omens, tekenen aan de hemel, werden daar na nauwkeurige observatie beschouwd als voorafschaduwingen van gebeurtenissen die op aarde zouden plaatsvinden. Dit astrologische systeem werd in de loop der jaren vanaf het 2e millennium v.Chr. verzameld en genoteerd op kleitabletten. Van daar uit verspreidde het zich via contacten met onder meer Griekenland naar andere landen.
Op directe of indirecte wijze kwamen ook India en China in aanraking met deze vorm van astrologie, die ze dan in hun eigen systeem lieten opgaan. (Zie daarvoor Vedische astrologie en Chinese astrologie). Zo werd het systeem van de hellenistische astrologie doorgegeven aan India omstreeks de 1e eeuw v.Chr. Daar versmolt ze met de bestaande Babylonische astrologie en de inheemse maanastrologie van de Nakshatras, waarmee de grote traditie van de Indiase astrologie van start ging.
Hellenistische astrologie werd beoefend vanaf de 2e eeuw v.Chr. tot ergens rond de 7e eeuw in het middeleeuwse Europa. Vanaf dan werd zij in de periode tussen de 7e en 13e eeuw verder ontwikkeld door in hoofdzaak islamitische filosofen, werkzaam in het Islamitische rijk.

## Griekenland
Contacten met Babylonië brachten dit systeem van astrologie in eerste instantie al naar Griekenland in het midden van de 4e eeuw v.Chr. Omstreeks het einde van de 2e eeuw v.Chr., na de veroveringen van Alexander de Grote, vermengde dit systeem zich met de Egyptische traditie die met decanaten (booggraden van 10 graden) werkte. Van dan af is er sprake van een 'horoscopische' astrologie. In tegenstelling tot de voorgaande tradities werkte zij immers met het gebruik van een ascendant, in het Grieks bekend als de "horoskopos" ("merker van het uur"), en een verdeling van de horoscoop in 12 'hemelse' huizen. De focus van de geboortehoroscoop lag op het individu, dit in tegenstelling tot de Babylonische astrologie, die het lot van het land en de heerser aan de 'sterren' verbond. Deze significante verschuiving markeerde het begin van een nieuw soort astrologie dat zich baseerde op het geboortemoment en de plaats van geboorte, en de daarmee samenhangende planetaire posities. Deze nieuwe vorm van astrologie verspreidde zich snel over de antieke wereld in Europa, het Midden-Oosten en India. De kern van dit hellenistische systeem is tot op de dag van vandaag vrijwel onveranderd gebleven en wordt nog steeds door astrologen gebruikt.

## Rome
Ook Rome kwam onder de invloed van de Grieken. De astrologie van de Babyloniërs en de Chaldeeën werd bij Grieken zowel als Romeinen vereenzelvigd met 'Chaldeeuwse wijsheid' of voorspellende kunst door middel van sterren en planeten. In het keizerlijke Rome waren astrologen zeer in trek. Zo werd het lot van keizer Tiberius bij diens geboorte met astrologie voorspeld en hij zou zich zijn leven lang met astrologen omringen. Een van hen kennen we als Thrasyllus van Mendes. Volgens Juvenalis 'zijn er mensen die niet in het openbaar verschijnen, dineren of baden zonder eerst een efemeride te hebben geraadpleegd.' Keizer Claudius I gaf dan weer de voorkeur aan auguren en liet astrologen uit Rome verbannen. Uit die tijd stamt de slechte reputatie van sommige van de kwakzalvers die hun brood met astrologie verdienden en die de term Chaldeeër tot een synoniem van charlatan maakten.